# Gonodonta obesa
Gonodonta obesa är en fjärilsart som beskrevs av Walker 1864. Gonodonta obesa ingår i släktet Gonodonta och familjen nattflyn. Inga underarter finns listade i Catalogue of Life.